# ChEBI
ChEBI(Chemical Entities of Biological Interest)は、小さな化合物を対象とした化学種のデータベース、オントロジーであり、Open Biomedical Ontologiesの取組の一部である。「化学種」という用語は、「構造的または同位体的に区別される原子、分子、イオン、イオン対、ラジカル、ラジカルイオン、錯体、配座異性体等」を意味する。生理活性を持つものは、天然化合物であるか合成物であるかも記載される。核酸、タンパク質、タンパク質分解によって生成するペプチドのようにゲノムによって直接コードされる分子については、原則としてChEBIには収録されない。
ChEBIは、国際純正・応用化学連合及び国際生化学・分子生物学連合の命名委員会による名前、記号、分類を用いている。

## スコープとアクセス
データベース内の全てのデータは、無所有権であるか無所有権の情報源に由来するものである。そのため、誰でも無料でアクセスすることができる。さらに、それぞれのデータは完全に追跡可能であり、出典と完全に紐づいている。
ChEBIのデータは、Webサービスとダウンロードの両方で入手できる。